# Caroline Bos
Pour les articles homonymes, voir Bos.
Caroline Bos (née en 1959 à Rotterdam, Pays-Bas) est une architecte et historienne de l'art néerlandaise.
Avec Ben van Berkel, elle fonde à Amsterdam l'agence d'architecture UNStudio.

## Biographie
Caroline Bos a étudié l'histoire de l'art et la théorie de l'architecture. Elle a fait ses études à l'ArtEZ Hogeschool voor de Kunsten de Arnhem et au Birkbeck College de Londres.
Elle a enseigné à l'université technique de Vienne, à l'université de Liverpool et à l'Architectural Association School of Architecture de Londres.
En 1999, elle est nommée maître de chaire (Thesis Tutor) au Berlage Institute.
En 1988, elle fonde avec Ben van Berkel le bureau van Berkel & Bos Architectuurbureau. En 1998, ils fondent UN Studio, le sigle UN signifiant united net.

## Réalisations
- Bâtiment administratif à Amersfoort (1990-1991)
- Pont Erasme à Rotterdam (1990-1995)
- Maison Moebius à Het Gooi (1993-1995)
- Musée Mercedes-Benz à Stuttgart (2002-2006)